# Hemerobius betulinus
Hemerobius betulinus là một loài côn trùng trong họ Hemerobiidae thuộc bộ Neuroptera. Loài này được Ström miêu tả năm 1788.